# Mercedes del Río Merino
Mercedes Del Río Merino (Madrid), es una doctora arquitecta española dedicada a la investigación de nuevos materiales, sistemas constructivos y gestión de la Edificación en la Escuela Técnica Superior de Edificación (ETSEM) de la Universidad Politécnica de Madrid, donde es catedrática en el Departamento de construcciones arquitectónicas y su control,  y fue directora de la mencionada Escuela desde julio del año 2008-2016.

## Biografía
Mercedes del Río se licenció en arquitectura en el año 1989 por la escuela Técnica Superior de Arquitectura de la Universidad Politécnica de Madrid (UPM), para pasar más tarde, en el año 2000 a doctorarse en la misma Escuela con la tesis titulada: “Elaboración y aplicaciones constructivas de paneles prefabricados de escayola aligerada y reforzada con fibra de vidrio E y otros aditivos”. Antes de doctorarse realizó varios másteres.
Ya antes de terminar sus estudios de arquitectura, en el 1986 comenzó a  desarrollar diversos trabajos profesionales en el ámbito de la Edificación, redactando proyectos de ejecución y dirección de obra, y proyectos básicos y de ejecución en obra nueva, así como tasaciones e informes periciales. Desde del año 2002 su dedicación plena está dentro de la ETSEM.
Fue nombrada Catedrática de Universidad por la resolución de 13 de julio de 2015.
A lo largo de su carrera ha publicado un gran número de artículos científicos entre los que podemos nombrar: 
- “Production patterns of packaging waste categories generated at typical Mediterranean residential building worksites”, junto con N. González González, Paola Villoria Sáez, y O. Liébana Carrasco. Waste management, ISSN-e 0956-053X, N.º 11, 2014, págs. 1932-1938;
- “Las simetrías del esgrafiado Segoviano: Frisos”, junto con María Ángeles Gilsanz Mayor y R. Pérez Gómez, Informes de la construcción, ISSN 0020-0883, Vol. 64, N.º 525, 2012, págs. 85-92;
- “Características mecánicas de hormigones con áridos reciclados procedentes de los rechazos en prefabricación”, junto a José Ángel Pérez Benedicto, J. L. Peralta Canudo y  M. de la Rosa La Mata, Materiales de construcción, ISSN 0465-2746, N.º 305, 2012, págs. 25-37.[5]

Una de las principales preocupaciones del Río desde su incorporación a la docencia, en el año 2004, es la referente a Innovación Educativa. Con la finalidad mejorar las habilidades y capacidades pedagógicas del profesorado, creó siendo Subdirectora de Investigación, Doctorado y Postgrado (2004-2008) la Comisión de enseñanza-aprendizaje y luego, en 2008, cuando ya era Directora, la Adjuntía de Innovación educativa, con los que se organizaron seminarios y jornadas sobre distintos aspectos de la educación universitaria y se fomentó la creación de grupos de innovación educativa en la ETSEM.
Otro objetivo importante para Del Río era lograr dinamizar la Escuela y ayudar a mejorar la formación del alumnado organizando y dirigiendo varias Cátedras Universidad-Empresa.
Respecto al campo de investigación, del Río se centró en la innovación de materiales y sus investigaciones desarrollaron dos proyectos de investigación en el  ámbito de los materiales compuestos con residuos de construcción demolición. Uno de estos proyectos le permitió realizar su tesis doctoral, dirigida por el Dr. Francisco Hernández Olivares,  que más tarde se convirtió en colaborador en sus investigaciones y del que aprendió la dinámica de los proyectos de investigación y su difusión, con lo que suplió la falta de una estructura de grupos de investigación o de programas de tercer ciclo, inexistentes en la Escuela Universitaria de Arquitectura Técnica de Madrid (posteriormente ETSEM) en esos momentos.
Cuando en el año 2000 comienza su dedicación plena a la ETSEM puso en marcha una línea de investigación en la Escuela y apoyó la producción científica, organizando un grupo de trabajo sobre “Nuevos materiales aplicados a la construcción de edificios”. A partir del año 2004 es  la coordinadora del Grupo de Investigación “Tecnología Edificatoria y Medioambiente” (TEMA).
Desde el año 2004 es miembro de AMIT  asociación en la que ha formado parte de la Junta directiva, primero como vocal (2004-2007) y posteriormente como tesorera (2007-2010).
Además forma y ha formado parte de numerosos comités editoriales de revistas científicas y para la evaluación de la calidad entre los que destacan:
•	Ambassador of the BUILD UP Project. 2021/
•	Vocal del Comité para los recursos de Acreditación Nacional (ANECA) C13- para la acreditación al cuerpo de profesores titulares. 2020/
•	Miembro del Comité de redacción de la revista “Informes de la Construcción” del Instituto Eduardo Torroja de la construcción y el cemento (CSIC). 2000/.
•	Miembro del Comité de redacción de la revista "World construction". ISSN: 2251-3329. Print 2315-4586 Online. 2015/.
•	Miembro del Comité de redacción de la revista "Waste Management". Edorium journals. 2015/.  
•	Miembro del comité de redacción de la revista “The Open Construction & Building Technology Journal. ISSN: 1874-8368. Edit: Bentham Open.  (Open access online journal) 2008/.
•	Miembro del Comité de redacción de la revista “Materiales del Instituto Eduardo Toroja (CSIC)” del Instituto Eduardo Torroja de la construcción y el cemento (CSIC). ISSN: 0465-2746. 2010/
•	Member of the Technical Referee Committee for the SMC - Magazine “Sustainable Mediterranean  Construction. Land Culture, Research and Technology”. 2019/
•	Miembro de la Protocomunidad EELISA sobre Circular Economy. 2021. 2021/
•	Comité Científico de la asociación CRITERYA ETS (CRoss Innovation To Enhance RecoverY Approaches for Built Heritage). 2022/
•	Evaluadora externa del Consejo de publicaciones de la Escuela Politécnica Superior de la Universidad de Alicante. 2009/
•	Vocal del comité ICOPA de la ACAP. 2005/2007.
•	Vocal del comité para la redacción del Plan Institucional de la Calidad de la UPM. 2005/2008.
•	Experta del comité de Acreditación Nacional (ANECA) para el acceso al cuerpo de profesores titulares. 2009/2010.
•	Vocal del comité de Acreditación Nacional (ANECA) C13- para la acreditación al cuerpo de profesores titulares. 2016-2019.
•	Vocal del comité 102 “yesos” de AENOR del grupo CEN-TC-241 y AEN/CTN 41/SC 9 sobre construcción sostenible. 2000/2010.
•	Vocal del comité de AENOR, AEN/CTN 41/SC 9 sobre construcción sostenible. 2004/2010.
•	Vocal de la Junta directiva de la Asociación de Mujeres Investigadoras y tecnólogas. 2004/2010.
•	Miembro y Coordinadora de la comisión UPM- Plataforma Tecnológica Española de Construcción. 2005/2007.
•	Patrona de la fundación General de la UPM. 2008/2016.
•	Patrona de la Fundación Escuela de la Edificación. 2008/2016.